# 眉飞色舞 (马来西亚电视剧)
《眉飞色舞》（英語：Step of Dance）是马来西亚八度空间电视台2008年自製的一部青春偶像电视剧，由2008年7月6日起在八度空间播出。这一部以舞蹈艺术为主的偶像剧以一些Primeworks Studios旗下艺人，即许俾文、叶朝明、萧佩莹、许迪彦等主演。